# Adjala
Adjala est un village du Cameroun situé dans le département du Boumba-et-Ngoko et la région de l'Est, à proximité de la frontière avec la république du Congo. Il fait partie de la commune de Moloundou.

## Population
Lors du recensement de 2005 on y dénombrait 1 275 habitants.